# 친일반민족행위 705인 명단
친일반민족행위 705인 명단(親日反民族行爲705人名單)은 2009년 11월 27일 대한민국의 대통령 소속 친일반민족행위진상규명위원회(반민규명위, 위원장 성대경)가 이명박 대통령과 국회에 보고한 일제강점기 말기 친일반민족행위 관련자 705명에 관한 명단이다.

## 안내
- 이 명단은 반민규명위가 중일 전쟁 이후 일제가 물자수탈정책과 국가 총동원법을 시행한 이른바 '민족말살통치기'에 일제에 협력한 인물들에 역점을 두고 조사하여 친일반민족행위자로 확정한 사람들이다.
- 단, 지금까지 조사된 내용이라 하더라도 법적으로 이의신청기간이나 심의, 의결 과정 중에 있는 경우 누락되었다. 이번 조사보고서에도 전년도 조사보고서에서 누락되었던 인물이 포함되어 있다.
- 조사 대상은 1937년 중일 전쟁부터 1945년 8월 15일 광복에 이르기까지의 활동했던 인물이며, 5개 부문, 25개 분야로 구분된다.